# Abu Sinã
Abu Sinã (em árabe: أبو سنان; romaniz.: Abū Sinān; em hebraico: אַבּוּ סִנָן; romaniz.: Abu Snan) é um conselho situado no Distrito Norte, israel. Segundo censo de 2018, havia 13 915 habitantes.